# Christusdorn (Paliurus)
Der Christusdorn (Paliurus spina-christi Mill.) (Syn.: Paliurus aculeatus Lam., Paliurus australis Gaertn., und Rhamnus paliurus L.), auch Gemeiner Stechdorn genannt, ist eine Pflanzenart, die zu den Kreuzdorngewächsen (Rhamnaceae) gehört. Sein Name rührt möglicherweise von der Verwendung als Dornenkrone her. Ein weiteres Synonym ist Ziziphus spina-christi (Mill.) Georgi, was aber zu Verwechslungen mit dem Syrischen Christusdorn führt.

## Beschreibung

### Vegetative Merkmale

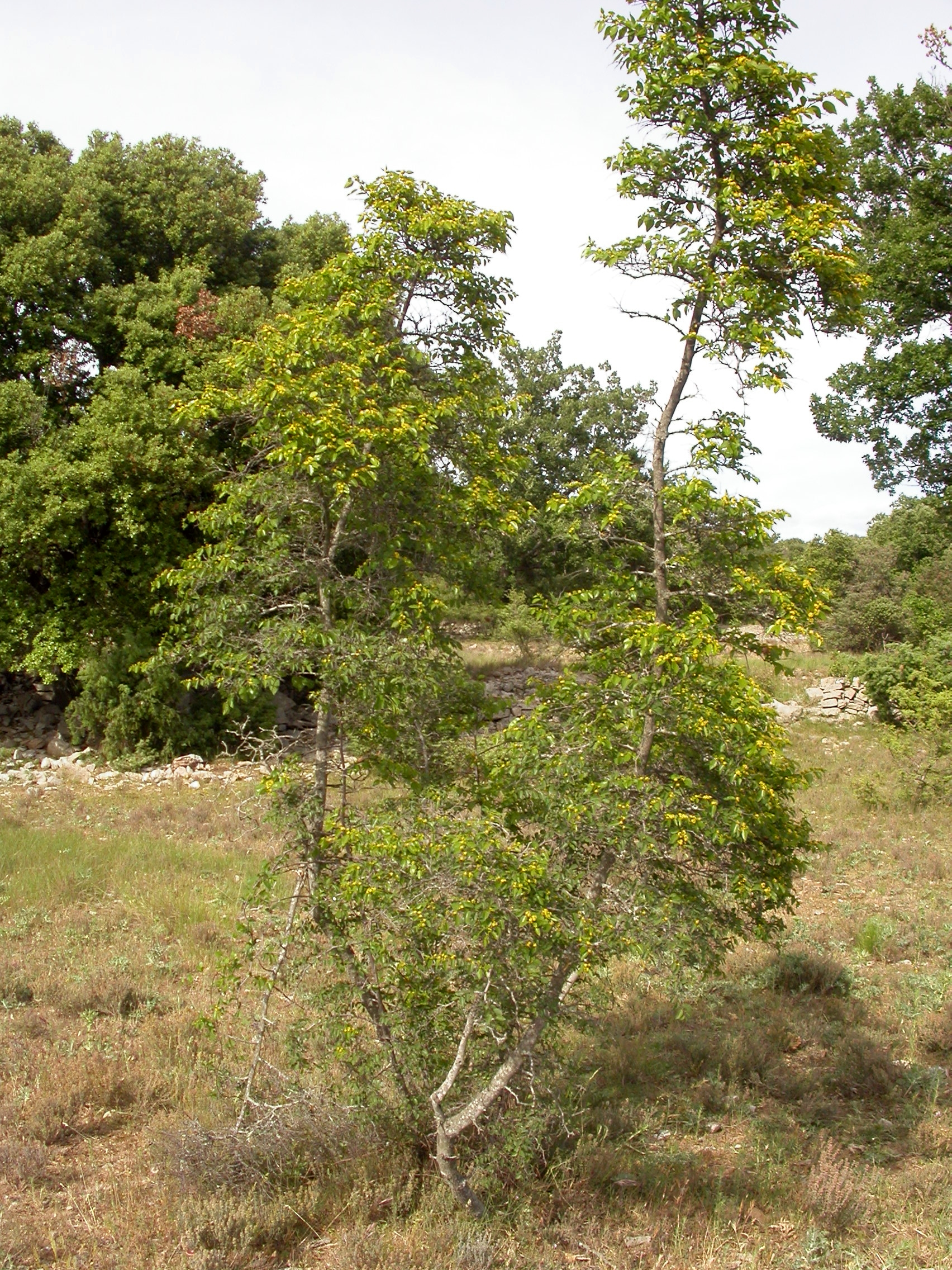
Habitus

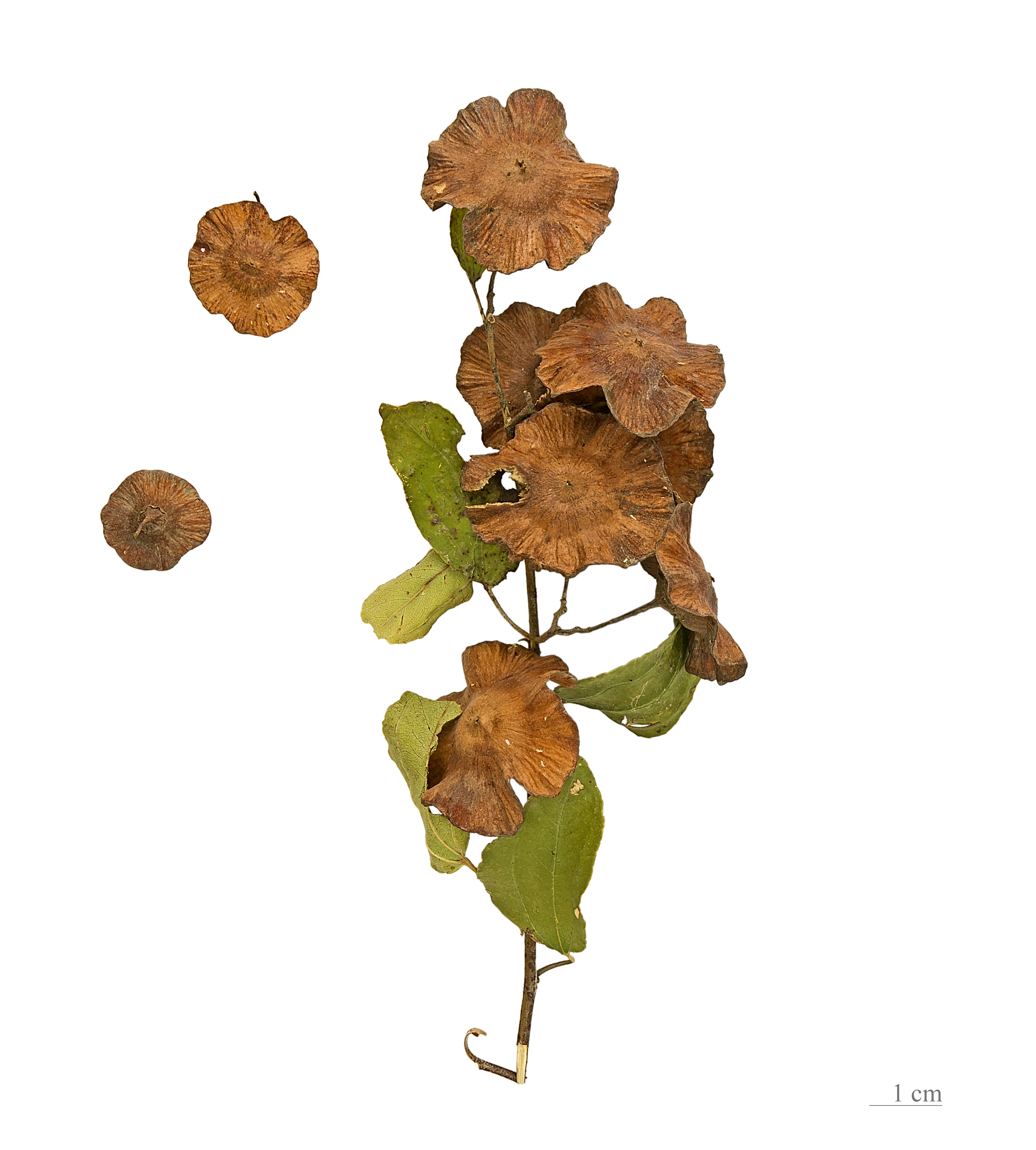
Flügelnüsse

Es ist ein bis zu einer Höhe von fünf bis sechs Metern wachsender dorniger und laubabwerfender Strauch. Die breit- bis schmal-eiförmigen, ledrigen Blätter stehen zweizeilig, wechselständig und sind bis 4 cm lang und 1,5–3,5 cm breit, meist ganzrandig oder feingesägt mit kurzem Stiel. Die Lamina ist teils ungleich, die Spitze ist spitz bis rundspitzig oder abgerundet bis stumpf, die Nervatur ist dreizählig. In den Sommermonaten färben sich die Blätter gelblich. Die Nebenblätter sind in zwei meist ungleiche, scharfe und lange Dornen umgewandelt. Es können an der Basis der Blattunterseite Domatien vorhanden sein.

### Generative Merkmale
Die kleinen, 3–6 mm großen, kaum duftenden, zwittrigen und gelben Blüten bilden vielblütige Trugdolden und zeigen die charakteristischen Merkmale der Kreuzdorngewächse, sie sind fünfzählig, kurzgestielt und achselständig mit doppelter Blütenhülle. Die fünf breit-eiförmigen und spitzigen, innseitig gekielten und außen flaumig behaarten Sepalen umschließen eine flache, fleischige Nektarscheibe in deren Mitte das Gynoeceum sitzt. Die schmalen, spatel- und kapuzenförmig Petalen sitzen am Rand des zehnlappigen Diskusses zwischen den Sepalen und umgeben rückseitig jeweils die einzelnen und etwas kürzeren Staubblätter mit hellbraunen Antheren. Die Staubblätter und die Petalen biegen sich später in der Entwicklung nach außen. Der zwei bis dreifächerige Fruchtknoten ist halbunterständig und trägt einen zwei bis dreiästigen Griffel.
Die Blüten dienen zahlreichen Insekten als Nahrungsquelle. Die Blütezeit ist von Juni bis August.
Die anfangs hellgrünen und zur Reife orange-braunen, holzigen Flügelnüsse reifen von Oktober bis Dezember und haben einen Durchmesser von 2–3 cm. In der Mitte ist eine rundliche, etwa 10 mm große, hartfaserige, nussartige Kapsel, die zwei bis drei rundliche und etwas abgeflachte, glänzende, glatte und braune Samen enthält, sie ist median von den holzigen und welligen, radial gerippten und scheibenförmigen Flügeln umringt. Die Samen enthalten etwa 20 % fettes Öl, die Tausendkornmasse ist ca. 17 Gramm.
Die Chromosomenzahl beträgt 2n = 24.

## Standortansprüche
Die Pflanze wächst sowohl auf sandigen als auch lehmigen Böden, bevorzugt aber letztere. Auch gegenüber dem Boden-pH ist sie tolerant, kann sogar in sehr alkalischem Boden gedeihen. Wichtig ist ihr ein offener Standort, sie wächst also auf freien oder nur leicht beschatteten Flächen. Dürre und Frost bis −15 °C erträgt die Pflanze gut. Kommt es zu oberirdischen Schäden, kann sie von der Basis aus wieder sprießen.

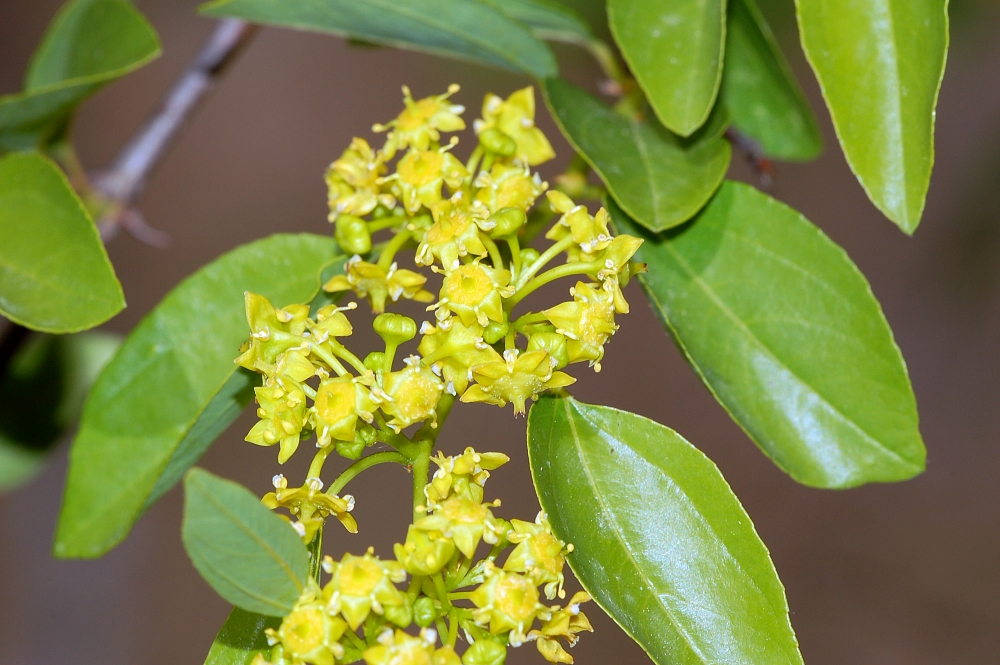
Blüten
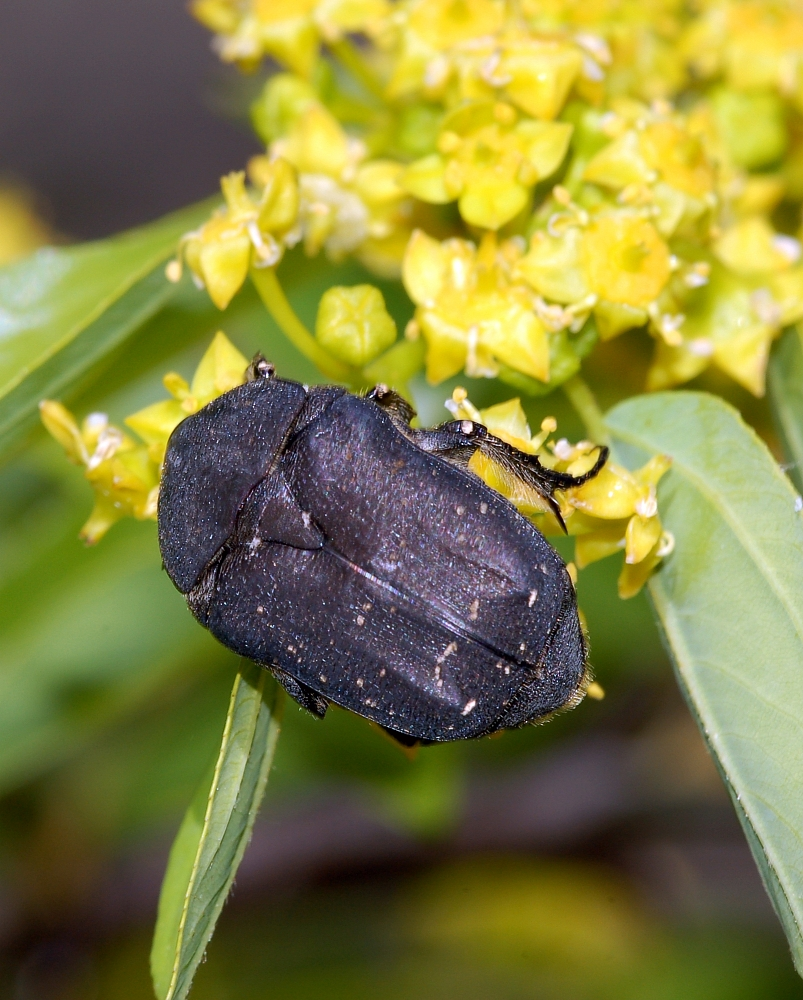
Bestäubung
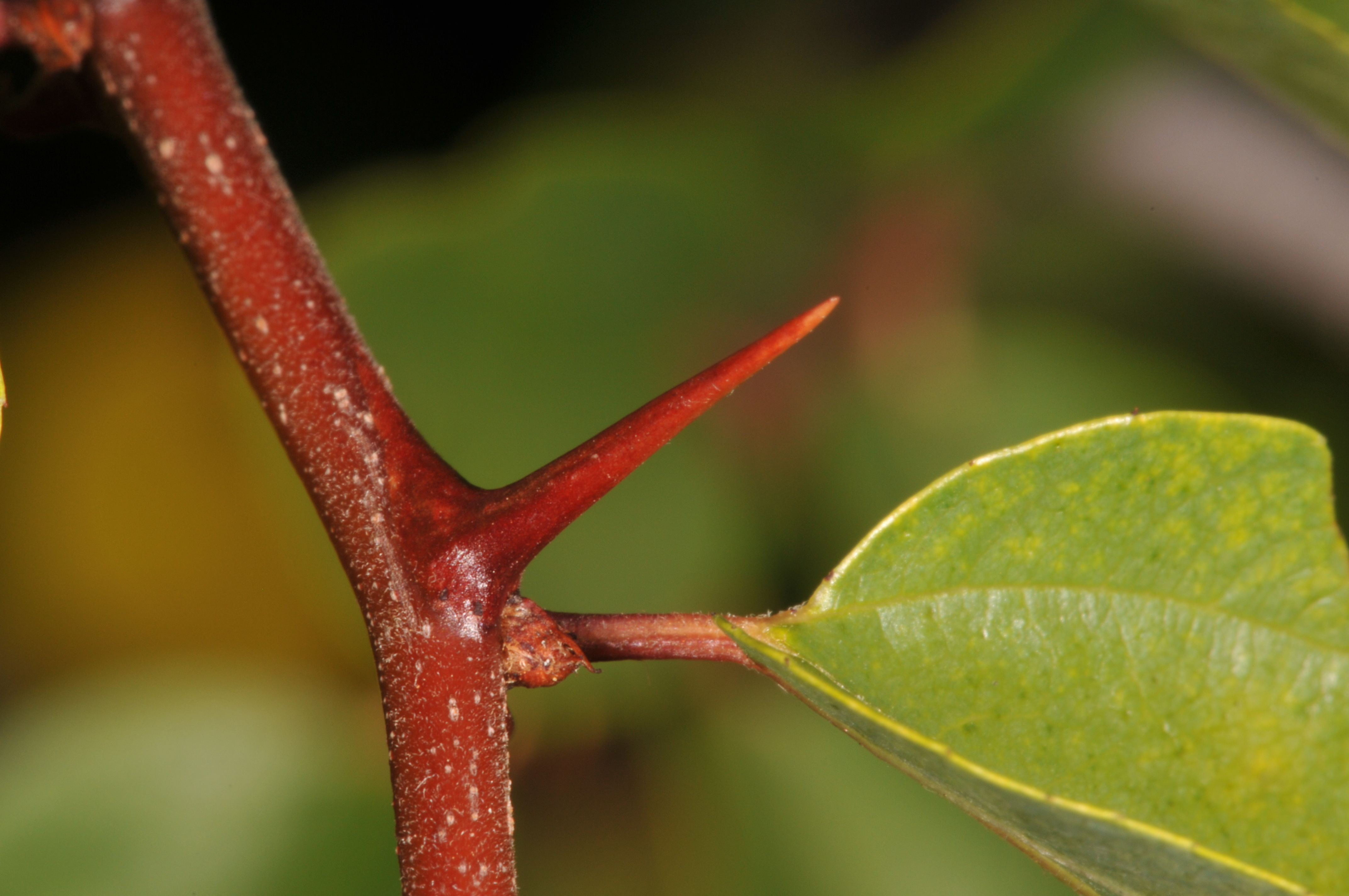
Dorn von Paliurus spina-christi
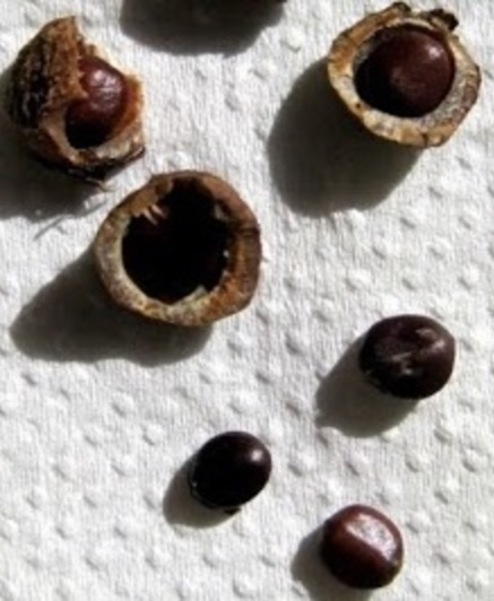
Christusdorn, Paliurus spina-christi, nussartige Kapsel und Samen
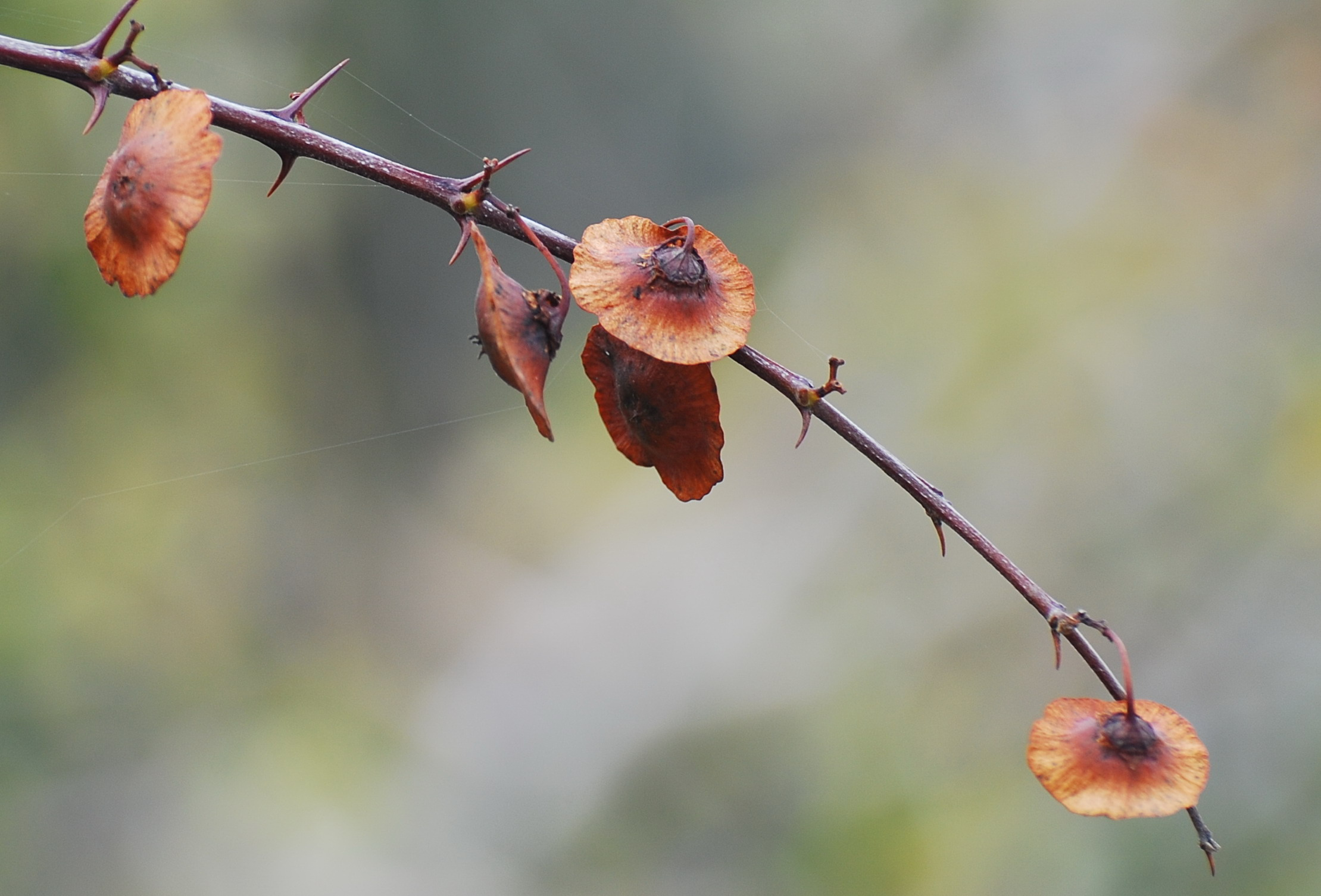
Dornenbewehrter Zweig mit Früchten

## Verbreitung
Der Christusdorn kam ursprünglich im südlichen Europa bis nach Asien (China) vor, also ähnlich wie der Faulbaum. Sein Verbreitungsgebiet reicht von Spanien bis Afghanistan und Tadschikistan. Durch die anthropogene Nutzung als Heckenpflanze ist der Christusdorn inzwischen sehr viel weiter verbreitet, unter anderem auch in Nordamerika. Bei entsprechend günstigen klimatischen Bedingungen wächst die Pflanze bis in Höhenlagen von 3000 m über dem Meeresspiegel.

## Nutzung
- In der Landschaftsgestaltung und Landwirtschaft wird die Pflanze für begrenzende Hecken verwendet. Aber auch als Nektar liefernde Pflanze wird sie von Imkern kultiviert.
- Möglicherweise wurde Paliurus spina-christi für die Dornenkrone Jesu von Nazaret verwendet (siehe auch Pflanzen in der Bibel). Allerdings kann dies nicht eindeutig belegt werden und andere Pflanzen werden ebenso diskutiert, wie die in Jerusalem häufige Dornige Bibernelle (Sarcopoterium spinosum (L.) Spach) oder der Purgier-Kreuzdorn (Rhamnus catharticus L.) und ein Weißdorn (Crataegus spec.).
- Im frühen Alten Ägypten wurde ein aus Christusdorn gewonnenes Öl namens Nebes-Öl als Duft- und Salböl verwendet.
- Die Samen sind essbar.
- In kleinen Mengen wird monofloraler Honig aus den Blüten produziert.